# ASTM International
ASTM International, ursprungligen American Society for Testing and Materials, är en ideell standardiseringsorganisation bildad 1898, numera med medlemmar från cirka 120 länder. Motivet för grundandet var att kunna definiera stålkvaliteter så att levererade produkter skulle stämma med materialet angivet i beställarens konstruktion, och därmed kunna hålla, eftersom järnvägen drabbades av allvarliga materialfel. Idag utvecklar man standarder inom de flesta tekniska fält, med krav att tillverkare inte ska få dominera arbetskommittéerna, och medlemskapet är öppet för alla som vill tillföra synpunkter.
ASTM International är en av de viktigaste amerikanska aktörerna inom standarder med internationell betydelse, jämte ANSI. ASTM engagerar sig inte i efterlevnad av normerna, utan det är frivilligt eller en sak för myndigheter i förekommande fall. Delar av de standarder som organisationen har utvecklat har införlivats med amerikansk federal lagstiftning eller i andra länder.